# Boston Marathon 1964
De Boston Marathon 1964 werd gelopen op maandag 20 april 1964. Het was de 68e editie van de Boston Marathon. Aan deze wedstrijd mochten geen vrouwen deelnemen. In totaal finishten er 130 marathonlopers. De Belg Aurele Vandendriessche kwam als eerste over de streep in 2:19.59.

## Uitslagen
| rang   | naam                   | land | tijd    |
| ------ | ---------------------- | ---- | ------- |
| Goud   | Aureel Vandendriessche | BEL  | 2:19.59 |
| Zilver | Tenho Salakka          | FIN  | 2:20.48 |
| Brons  | Ron Wallingford        | CAN  | 2:20.51 |
| 4      | Paavo-Kalervo Pystynen | FIN  | 2:21.48 |
| 5      | Hal Higdon             | USA  | 2:21.55 |
| 6      | David-John Ellis       | CAN  | 2:22.49 |
| 7      | John J. Kelley         | USA  | 2:27.23 |
| 8      | Osvaldo-Roberto Suarez | ARG  | 2:27.51 |
| 9      | Paul Hoffman           | CAN  | 2:28.07 |
| 10     | William Allen          | CAN  | 2:28.19 |

1897 ·
1898 ·
1899 ·
1900 ·
1901 ·
1902 ·
1903 ·
1904 ·
1905 ·
1906 ·
1907 ·
1908 ·
1909 ·
1910 ·
1911 ·
1912 ·
1913 ·
1914 ·
1915 ·
1916 ·
1917 ·
1918 ·
1919 ·
1920 ·
1921 ·
1922 ·
1923 ·
1924 ·
1925 ·
1926 ·
1927 ·
1928 ·
1929 ·
1930 ·
1931 ·
1932 ·
1933 ·
1934 ·
1935 ·
1936 ·
1937 ·
1938 ·
1939 ·
1940 ·
1941 ·
1942 ·
1943 ·
1944 ·
1945 ·
1946 ·
1947 ·
1948 ·
1949 ·
1950 ·
1951 ·
1952 ·
1953 ·
1954 ·
1955 ·
1956 ·
1957 ·
1958 ·
1959 ·
1960 ·
1961 ·
1962 ·
1963 ·
1964 ·
1965 ·
1966 ·
1967 ·
1968 ·
1969 ·
1970 ·
1971 ·
1972 ·
1973 ·
1974 ·
1975 ·
1976 ·
1977 ·
1978 ·
1979 ·
1980 ·
1981 ·
1982 ·
1983 ·
1984 ·
1985 ·
1986 ·
1987 ·
1988 ·
1989 ·
1990 ·
1991 ·
1992 ·
1993 ·
1994 ·
1995 ·
1996 ·
1997 ·
1998 ·
1999 ·
2000 ·
2001 ·
2002 ·
2003 ·
2004 ·
2005 ·
2006 ·
2007 ·
2008 ·
2009 ·
2010 ·
2011 ·
2012 ·
2013 ·
2014 ·
2015 ·
2016 ·
2017 ·
2018 ·
2019 ·
2020 ·
2021 ·
2022